# Billezois
Billezois  es una localidad  y comuna francesa, situada en el departamento del Allier en la región administrativa de Auvernia y la región natural de  País de Billezois

## Demografía
| 249 | 306 | 292 | 297 | 345 | 346 |
| Para los censos de 1962 a 1999 la población legal corresponde a la población sin duplicidades (Fuente: INSEE [Consultar]) |     |     |     |     |     |

(Población sans doubles comptes según la metodología del INSEE).

## Lgares de interés
- Castillo de Girauds